# Percina gymnocephala
Percina gymnocephala es una especie de peces de la familia Percidae en el orden de los Perciformes.

## Morfología
Los machos pueden llegar alcanzar los 9,6 cm de longitud total.

## Distribución geográfica
Se encuentran en Norteamérica: Virginia Occidental, Virginia y Carolina del Norte.